# Rubén Bustos Sepúlveda
Rubén Bustos Sepúlveda (1862-1928) fue un político y médico chileno.

## Biografía
Nació el 1 de noviembre de 1862 en Chillán, provincia de Ñuble, hijo de Daniel Bustos Fontela y Carmen Sepúlveda Fontalva.
De profesión médico. Estuvo casado con María Luisa Sepúlveda Lagos, con quien contrajo matrimonio en Chillán en octubre de 1890; tuvieron seis hijos.
Ejerció diversos puestos en el Gobierno, como intendente provincial de Chiloé, en 1923; Cautín, en 1924; O'Higgins, entre 1927 y 1928; y Colchagua, entre el 1 de febrero de 1928 y el 14 de mayo de 1928, fecha en que falleció en la ciudad de Santiago de Chile.
Bustos había llegado a la capital chilena el 12 de mayo porque "se sentía mal desde hace algunos días", y con el objetivo de someterse a un "severo tratamiento médico", informaba el diario La Nación. Estaba internado en el pensionado del Hospital de San Vicente.
Sus funerales se realizaron el 16 de mayo de 1928 en el Cementerio General de Santiago, lugar al que concurrieron numerosas autoridades, entre ellas el ministro de Guerra, Bartolomé Blanche; el rector de la Universidad de Chile, Daniel Martner; y el intendente interino, mayor Carlos Morán Bañados.
En julio de 1929, la Cámara de Diputados de Chile aprobó un proyecto de ley para conceder una pensión de gracia a la viuda de Bustos y sus hijos menores de edad.